# La Bête dans la jungle
Ne doit pas être confondu avec La Bête dans la jungle (film).
La Bête dans la jungle (titre original : The Beast in the Jungle) est un roman court d'Henry James, paru dans le recueil The Better Sort en 1903 chez Methuen, Londres, et Scribner's, New York.
Il s'agit d'une des nouvelles les plus longues et d’un des textes les plus célèbres de l'auteur, qui illustre, peut-être mieux qu'aucune autre de ses œuvres, la vaine recherche des âmes qui n'arrivent pas à se comprendre et les décisions ou agissements de tout homme qui influeront sur sa destinée tout au long de son existence.

## Résumé
John Marcher et May Bartram ont tissé autrefois des liens affectifs qui s'étaient dénoués pour une cause assez futile. Homme timoré, Marcher refusait de s'engager dans le mariage, persuadé que sa vie n'était qu'en sursis parce qu'un événement tragique et douloureux, tapi comme une « bête dans la jungle », devait réduire à néant son bonheur et celui de tous ceux qui lui seraient attachés. Marcher vit ainsi, hanté, oppressé, par ce sombre pressentiment.
Dix ans plus tard, May Bartram, devenue propriétaire d'une maison à Londres grâce au legs d'un héritage, croise de nouveau John Marcher. L'homme n'a pas changé, mais elle le convainc, non sans peine, de reprendre leurs relations, cette fois sur une base strictement amicale. Ainsi, ils se voient à intervalles réguliers, fréquentent ensemble les théâtres, dînent parfois en tête-à-tête ou reçoivent des amis. John Marcher passe ainsi, il doit le reconnaître, les plus belles années de son existence, mais sans que la relation avec May ne prenne plus d'importance, car leur accord tacite n'est jamais remis en cause pour ne pas inciter « la bête » à bondir et tout anéantir. Mais May se met subitement à dépérir et s'achemine vers la mort. Un jour, elle crie ce qui la tue : un grand événement est arrivé, mais Marcher ne s'en est pas aperçu, et continue d'ailleurs à ne pas s'en apercevoir. Ce n'est que sur sa tombe que John Marcher s'aperçoit combien son égocentrisme et ses craintes velléitaires, son incapacité d'aimer, lui auront fait perdre le bonheur qui lui était destiné.

## Analyse
Cette nouvelle est l'une des plus énigmatiques et fascinantes d'un cycle dans la production de Henry James commencé en 1892, chef-d'œuvre d'ambiguïté, de complexité et ironie narrative. Sous ce titre métaphorique se trame un colloque sentimental dont l'enjeu est la révélation de quelque chose d'extraordinaire qui attend son mystérieux destin, « telle une bête fauve tapie dans la jungle ». L'ironie est que finalement la quête du secret semble constituer le secret lui-même ; Marcher, obsédé par l'originalité de son destin et la prescience que May sait quelque chose qu'il ignore, n'a de cesse de l'interroger, indirectement, à travers les méandres subtils d'une conversation procédant essentiellement par allusions. Ainsi, Henry James déploie tout un art du rebond, sur une phrase, un mot, car, comme l'écrit Jean-Pierre Naugrette, « ce qui compte, ici, ce n'est pas tant le contenu du secret, à jamais différé, repoussé, rejeté dans les méandres du silence et de la réticence, que toutes les stratégies d'approche, les tentatives de découverte ou d'excavation. » Mais finalement, au terme de cette « marche », à travers l'inconnu et l'obsession de ce que Marcher ignore, et que May sait, une fois celle-ci morte, Marcher se retrouve seul, littéralement seul sur terre, même parmi ses contemporains. Ayant manqué la rencontre avec la passion, l'amour, une fois May morte, il se retrouve face au « vide de sa vie » et se rend compte que cette « bête dans la jungle » prête à bondir n'était que finalement « son agonie, sa mort à elle, [et] la solitude qui s'en suivrait pour lui ».
« Il est de coutume de dire, écrit Jean Pavans, que Henry James est à son apogée dans ses nouvelles, et cette opinion n'est pas sans fondement. Car son art est constamment expérimental, et c'est au cours des cent douze nouvelles qu'il produisit que ses expériences furent les mieux cernées, les plus poussées, les plus aiguës ; assertion confirmée par La Bête dans la jungle.

## Traductions françaises
- La Bête dans la jungle, traduit par Marc Chadourne, Paris, Victor Attinger ; réédition dans L'Élève, et autres nouvelles, Paris, UGE, coll. « 10/18 » no 147, 1983
- La Bête dans la jungle, traduit par Fabrice Hugot, Paris, Critérion, 1991 ; réédition, Paris, Seuil, coll. « Points. Roman » no 558, 1992
- La Bête dans la jungle, traduit par Jean Pavans, dans Le Motif dans le tapis et La Bête dans la jungle, Paris, Flammarion, coll. « Garnier-Flammarion » no 1181, 2004 ; réédition de cette traduction révisée dans Nouvelles complètes, tome IV, Paris, Éditions de la Différence, 2009
- La Bête dans la jungle, traduit par Évelyne Labbé, dans Nouvelles complètes, tome IV, Paris, Gallimard, coll. « Bibliothèque de la Pléiade », 2011

## Adaptations

### Au théâtre
- 1981 : La Bête dans la jungle, d’après la nouvelle éponyme, adaptation Marguerite Duras, mise en scène Alfredo Arias, avec Sami Frey et Delphine Seyrig, Théâtre Gérard Philipe.
- 2001 : La Bête dans la jungle, adaptation Marguerite Duras d'après l'adaptation théâtrale de James Lord, mise en scène Éric Vigner, avec Jutta Johanna Weiss et Jean-Damien Barbin, CDDB-Théâtre de Lorient, John F. Kennedy Center for the Performing Arts.
- 2004 : La Bête dans la jungle de James Lord, d’après la nouvelle éponyme, mise en scène Jacques Lassalle, avec Gérard Depardieu et Fanny Ardant, Théâtre de la Madeleine.
- 2015 : La Bête dans la jungle, d'après la nouvelle éponyme, adaptation de Marguerite Duras d'après l'adaptation théâtrale de James Lord, avec John Arnold et Valérie Dréville, mise en scène de Célie Pauthe, CDN Besançon Franche-Comté et Théâtre national de la Colline

### À la télévision
- 1988 : La Bête dans la jungle, téléfilm français de Benoît Jacquot, d'après l'adaptation scénique de Marguerite Duras, avec Sami Frey et Delphine Seyrig[6]

### Au cinéma
- 1978 : La Chambre verte, film français de François Truffaut, d'après les nouvelles L'Autel des morts, La Bête dans la jungle et Les Amis des amis, avec François Truffaut, Nathalie Baye, Jean Dasté et Antoine Vitez
- 2019 : The Beast in the Jungle, film néerlandais de Clara van Gool[7]
- 2023 : La Bête dans la jungle, film franco-belge-autrichien de Patric Chiha avec Anaïs Demoustier, Tom Mercier et Béatrice Dalle[8]
- 2023 : La Bête, film franco-canadien de Bertrand Bonello avec Léa Seydoux et George MacKay[9],[10].

### À l’opéra
- 2011 : La Bête dans la jungle, musique d'Arnaud Petit, livret de Jean Pavans